# Дарет Фригийский
Дарет Фригийский — вымышленный автор латинского сочинения «Повесть о разрушении Трои» (лат. Daretis Phrygii de excidio Trojae historia). Сохранившаяся латинская прозаическая повесть сопровождается предисловием Корнелия Непота, обращенным к Саллюстию Криспу, где Непот сообщает о находке истории и переводе её на латинский язык. Современные учёные считают предисловие мистификацией, а саму повесть сочинённой в V или VI веках, причём её автор, вероятно, не знал греческого.

## Дарет у Гомера
Согласно Гомеру, Дарет (др.-греч. Δάρης) был священником Гефеста в Трое. Является отцом троянцев Фегеса и Идея.
Его называли автором некоей «фригийской Илиады».
Согласно некоему Антипатру Аканфскому, которого цитирует Птолемей Гефестион (скорее всего, его же сам и выдумавший), Дарет был наставником Гектора и должен быть регулярно напоминать тому пророчество Аполлона Фимбрейского, чтобы тот не убивал Патрокла, но безуспешно (ср. Тенес). Дарет написал первую «Илиаду» на пальмовых листьях, более достоверную, чем сочинение Гомера. Когда он перебежал к грекам, Одиссей убил Дарета.